# Antônio Dias Coelho Neto dos Reis
Antônio Dias Coelho Neto dos Reis, segundo barão com grandeza, único visconde e conde de Carapebus GCNSC  (Campos dos Goytacazes, 4 de setembro de 1829 – Paris, 9 de novembro de 1896), foi um proprietário de terras e advogado brasileiro.
Exerceu funções públicas como deputado legislativo pelo Rio de Janeiro. Era Fidalgo Cavaleiro da Casa Imperial e teve cargos na corte como veador e guarda-roupas. Foi amigo pessoal do Imperador Dom Pedro II e acompanhou a família imperial ao exílio em 1889.

## Biografia
Filho de Joaquim Pinto Neto dos Reis, primeiro Barão de Carapebus, proprietário da histórica Fazenda do Beco, em Campos, hoje Asilo do Carmo. Sua mãe, Antônia Joaquina Alves da Cruz, era membro de uma tradicional família do norte fluminense, grande proprietária de terras em Carapebus, antigo distrito de Macaé (RJ).

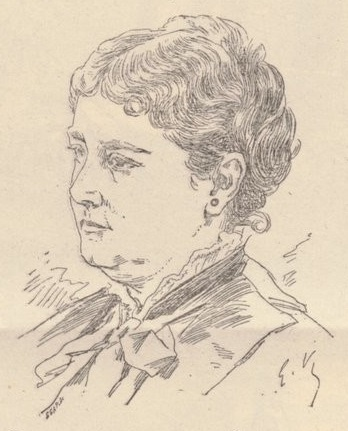
A Viscondessa da Carapebus.

Casou-se, em 1854, com Francisca Jacinta Nogueira da Gama, filha de Brás Carneiro Nogueira da Costa e Gama, 2.º Conde de Baependi, neta paterna do Marquês de Baependi; materna da Baronesa de São Mateus; e bisneta da Baronesa de São Salvador de Campos, membro de uma das mais importantes famílias do período imperial. Os condes foram pais de;
1. Antonio Joaquim Netto dos Reis, que se casou com Ana Rosa Leal, com descendência
2. Francisca Neto dos Reis, que se casou com Eugenio Tourinho, 2º visconde de Tourinho
3. José Inácio Neto dos Reis, que se casou com Margarida Andrew, com descendência

A Condessa de Carapebus era amiga íntima e dama da imperatriz D. Teresa Cristina, além de ser membro de diversas ordens honoríficas no Brasil e na Europa. Apreciadora de artes e antiguidades protegeu artistas, financiando-os inclusive no exterior, como no caso do pintor franco-carioca François-Marie-Daniel Bérard (1846-1910), autor de um retrato da Condessa de Carapebus, datado de 1880, preservado na "Collecção D. Rosa Joaquina", em Macaé (RJ).

## Títulos

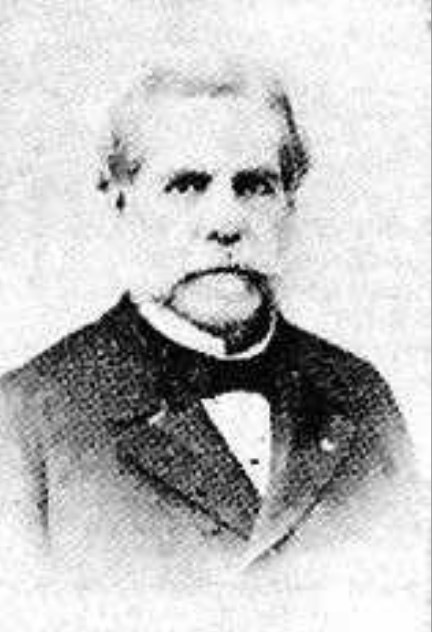

Recebeu o título de barão com grandeza por decreto de 6 de abril de 1867, o de visconde com grandeza por decreto de 30 de novembro de 1886 e o de conde por decreto de 8 de agosto de 1888. O título faz referência a um antigo distrito do município de Macaé, hoje emancipado, local de origem de sua família materna, onde o conde de Carapebus herdou terras.
Era comendador da Imperial Ordem de Cristo, Oficial da Imperial Ordem da Rosa e Grã-cruz da Ordem de Nossa Senhora da Conceição de Vila Viçosa.